# Yves Verwaerde
Yves Verwaerde (ur. 16 maja 1947 w Roubaixie, zm. 12 grudnia 2015) – francuski polityk, deputowany, poseł do Parlamentu Europejskiego III i IV kadencji.

## Życiorys
Był aktywnym działaczem politycznym, należąc do Unii na rzecz Demokracji Francuskiej, a w jej ramach do Partii Republikańskiej i następnie do Demokracji Liberalnej. Zasiadał w radzie miejskiej Paryża, był także radnym regionalnym. W latach 1993–1997 sprawował mandat posła do Zgromadzenia Narodowego X kadencji. Od 1989 do 1999 przez dwie kadencji był posłem do Europarlamentu, wchodząc w skład frakcji chadeckiej.
W 2007 został prawomocnie skazany na karę pozbawienia wolności i grzywnę w tzw. aferze Elf, co wiązało się z jego dawną pracą zawodową dla przedsiębiorstwa petrochemicznego Elf Aquitaine w Afryce. Koncern ten uzyskiwał wpływy w krajach afrykańskich, m.in. nielegalnie finansując grupy polityczne. Yves Verwaerde w ramach tego procederu przekazywał pieniądze Jonasowi Savimbiemu, liderowi angolskiej partii UNITA.